# Autberto di Cambrai
Autberto di Cambrai (Haucourt-en-Cambrésis, 600 circa – Cambrai, 669) è stato un vescovo franco.

## Agiografia
Autberto apparteneva alla famiglia del re merovingio Dagoberto I e divenne monaco nell'Abbazia di Luxeuil. La tradizione vuole che fu un eremita e scelse di vivere in solitudine sulle montagne, dove visse facendo il fornaio e, con l'aiuto del suo asino, vendeva il pane donava il ricavato ai poveri. Nel 633 divenne vescovo di Arras e Cambrai. Ha fondato diversi monasteri nelle Fiandre e nella Contea di Hainaut. Ha iniziato nel 667 la costruzione dell'abbazia di San Vaast. Furono discepoli del vescovo: Landelino, Ghisleno di Mons e Vindiciano di Arras, che fu il suo successore.

## Il culto
Secondo il Martirologio Romano, il giorno dedicato al santo è il 13 dicembre:
(Martirologio Romano)
Autberto è il santo patrono dei fornai ed è di solito rappresentato in Belgio, vicino a lui un asino carico di due ceste piene di pane, e portando al collo una borsa.